# Гігінеішвілі Володимир Карлович
Гігінеішвілі Володимир Карлович (нар. 1948, Грузія) — український підприємець, будівельник та винороб. Заслужений будівельник України. Академік Академії будівництва України.

## Біографічні відомості
Народився в Грузії у 1948 році. У п'ятирічному віці разом з батьками переїхав до України на батьківщину матері у Вінницьку область.
Закінчив Одеський інженерно-будівельний інститут. Під його керівництвом побудовано понад 500 об'єктів.
З 1989 року — генеральний директор будівельної компанії «Вінницябуд».
У 2010 році почав займатися виноробством, а у 2013 році відкрив виноробню «Винний дім Гігінеішвілі», яка у 2017 році отримала ліцензію на виробництво та збут виноробної продукції.
Виробництво вина розташоване у с. Корделівка, серед пляшкових вин деякі мають місцеві назви, пов'язані з Вінниччиною.